# St Andrews Links Trophy

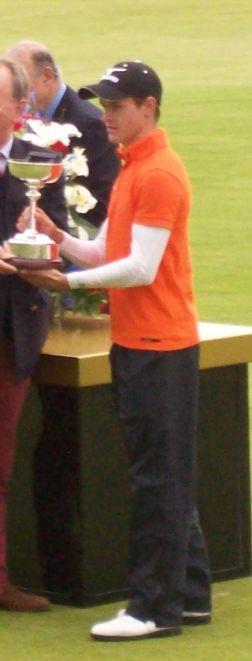
Daan Huizing

De St Andrews Links Trophy is een internationaal golftoernooi voor top-amateurs. Het vindt altijd plaats op de 'Old Course' van St Andrews Links.
Het toernooi is in 1989 gestart. Grote namen als Ernie Els, Paul McGinley, Justin Rose en Lee Westwood hebben in hun jongere jaren aan dit toernooi meegedaan.

## Winnaars
| - 1989: Russell Claydon - 1990: Stuart Bouvier - 1991: Ricky Willison - 1992: Craig Watson - 1993: Garry Hay - 1994: Barclay Howard - 1995: Graham Rankin - 1996: Barclay Howard - 1997: Justin Rose - 1998: Craig Watson | - 1999: David Patrick - 2000: Matthew King - 2001: Steven O'Hara - 2002: Simon Mackenzie - 2003: Richard Finch - 2004: Jamie McLeary - 2005: Lloyd Saltman - 2006: Oliver Fisher - 2007: Llewellyn Matthews - 2008: Keir McNicoll | - 2009: Alan Dunbar - 2010: Matthew Southgate - 2011: Tom Lewis - 2012: Daan Huizing (-23) - 2013: Neil Raymond (-6) |

## Trivia
- Mackenzie (1970) is amateur gebleven, hij is zakenman in Edinburg. Hij won in 2000 o.a. het Schots Amateur Open Kampioenschap Strokeplay.
- Llewellyn Matthews won het toernooi met een record, zijn score was -15. Daarna werd het record in 2012 verbeterd door Daan Huizing met -23.